# Eucharis ulei
Eucharis ulei är en amaryllisväxtart som beskrevs av Friedrich Fritz Wilhelm Ludwig Kraenzlin. Eucharis ulei ingår i släktet Eucharis och familjen amaryllisväxter. Inga underarter finns listade i Catalogue of Life.